# Danixmend Ghazi
Danixmend (Amir Danixmend Ghazi, també Danishmand, Daneshmand i Daneshmend, que vol dir 'savi' o 'instruït' (دانشمند) fou un cap tribal turcman del grup oghuz, probablement arribat a Anatòlia en les emigracions turques que van seguir la batalla de Mantziciert el 1071. Fou el fundador de la dinastia danixmendita (o dels danixmendites). Inicialment duia el títol de bei i va rebre el de malik o malek ('rei') dies abans de morir el 1134, que li fou concedit pel califa abbàssida al-Mustarshid per les seves victòries militars sobre els cristians, si bé es creu que ja l'utilitzava anteriorment. També se l'esmenta com Danixmend Taylu. La seva vida és força desconeguda i les llegendes èpiques compostes a partir del segle xiii per cobrir la manca d'informació, van confondre a futurs historiadors donant per fets històrics el que no eren més que llegendes inventades.
Danixmend i els seus seguidors es van establir probablement a Anatòlia després de la batalla de Mantziciert el 1071 i vers el 1086, durant la lluita per la successió entre els seljúcides a la mort del sultà Sulayman I, va establir el seu propi poder. La seva primera capital fou Amasya. El 1096/1097 durant l'expedició de Kilidj Arslan I a Malatya (Melitene) és esmentat per primer cop quan va fer de mediador entre el sultà i el senyor de Malatya, l'armeni Gabriel i va arranjar la pau; la campanya es va aturar després de la conquesta de Nicea pels croats el 1097. Va ser derrotat en la batalla de Dorilèon (1097)

Anatòlia al 1097, abans del Setge de Nicea.

Llavors és esmentat durant la Primera Croada quan va participar en la lluita contra els cristians vinguts a l'Àsia Menor junt amb altres amirs o beis d'Anatòlia; en aquest moment ja governava Sebaste (Sivas), la vall de l'Iris amb Tokat (Eudòxies), Komana, Amasia, Neocesarea (on residia) i Gangra; dominava la via entre Cesarea i Ankara i les ciutats de la costa de la mar Negra li pagaven tribut. Va arribar a fer incursions a Geòrgia i Armènia.
El juliol del 1100 (ramadà del 493) Danixmend va fer presoner Bohemon I d'Antioquia (que havia anat en ajut de Melitene, assetjada pels danixmendites) al que va retenir a Neocesarea fins al 1103. El 1101 es va organitzar una croada (coneguda com a croada franco-llombarda) dirigida per Ramon de Sant Geli en la qual els croats van ocupar Ancira (Ankara) i la van entregar als romans d'Orient, però van fracassar davant Gangra (Cankiri) i finalment foren derrotats per Danixmend a Amasia amb suport dels seljúcides de Rum. El darrer exèrcit croat format pels contingents aquitans i bavaresos foren també derrotats per Danixmend el setembre, prop d'Heraclea de Capadòcia; el 15 de setembre de 1101 va entrar a la senyoria armènia de Melitene després de tres anys de setge, i el 1102 es va guanyar l'estimació de la població local. El maig de 1103 va alliberar a Bohemon I després de signar una aliança contra els enemics comuns, romans d'Orient i seljúcides.
Va morir l'estiu del 1104 i li va succeir el seu fill, Amir Ghazi Gümüshtigin.